# العلاقات التشادية الساموية
العلاقات التشادية الساموية هي العلاقات الثنائية التي تجمع بين تشاد وساموا.

## مقارنة بين البلدين
هذه مقارنة عامة ومرجعية للدولتين:
| وجه المقارنة                                              | تشاد                      | ساموا                        |
| --------------------------------------------------------- | ------------------------- | ---------------------------- |
| المساحة (كم2)                                             | 1.28 مليون                | 2.84 ألف                     |
| عدد السكان (نسمة)                                         | 15.23 مليون               | 196.44 ألف                   |
| الكثافة السكانية (ن./كم²)                                 | 11.9                      | 69.17                        |
| العاصمة                                                   | انجمينا                   | أبيا                         |
| اللغة الرسمية                                             | لغة فرنسية، اللغة العربية | لغة إنجليزية، اللغة الساموية |
| العملة                                                    | فرنك وسط أفريقي           | تالا ساموي                   |
| الناتج المحلي الإجمالي (بليون دولار)                      | 9.98 مليار                | 856.63 مليون                 |
| الناتج المحلي الإجمالي (تعادل القوة الشرائية) بليون دولار | 30.54 مليار               | 1.15 مليار                   |
| الناتج المحلي الإجمالي الاسمي للفرد دولار أمريكي          | 775                       | 3.94 ألف                     |
| الناتج المحلي الإجمالي للفرد دولار أمريكي                 | 2.18 ألف                  | 5.79 ألف                     |
| مؤشر التنمية البشرية                                      | 0.392                     | 0.702                        |
| رمز المكالمات الدولي                                      | +235                      | +685                         |
| رمز الإنترنت                                              | .td                       | .ws                          |
| المنطقة الزمنية                                           | ت ع م+01:00               | ت ع م+13:00                  |

## منظمات دولية مشتركة
يشترك البلدان في عضوية مجموعة من المنظمات الدولية، منها:
| علم المنظمة | اسم المنظمة                                 | تاريخ انضمام تشاد | تاريخ انضمام ساموا |
| ----------- | ------------------------------------------- | ----------------- | ------------------ |
|             | وكالة ضمان الاستثمار متعدد الأطراف          | 11 يونيو 2002     | 27 سبتمبر 2002     |
|             | منظمة الشرطة الجنائية الدولية               | ?                 | ?                  |
|             | مجموعة دول أفريقيا والكاريبي والمحيط الهادئ | ?                 | ?                  |
|             | منظمة حظر الأسلحة الكيميائية                | ?                 | ?                  |
|             | منظمة التجارة العالمية                      | ?                 | ?                  |
|             | الأمم المتحدة                               | 20 سبتمبر 1960    | 15 ديسمبر 1976     |
|             | مؤسسة التمويل الدولية                       | 2 أبريل 1998      | 28 يونيو 1974      |
|             | يونسكو                                      | 19 ديسمبر 1960    | 3 أبريل 1981       |
|             | مؤسسة التنمية الدولية                       | 7 نوفمبر 1963     | 28 يونيو 1974      |
|             | البنك الدولي للإنشاء والتعمير               | 10 يوليو 1963     | 28 يونيو 1974      |
|             | المركز الدولي لتسوية المنازعات الاستشارية   | 14 أكتوبر 1966    | 25 مايو 1978       |
|             | الاتحاد البريدي العالمي                     | ?                 | ?                  |
|             | الاتحاد الدولي للاتصالات                    | 25 نوفمبر 1960    | 7 أكتوبر 1988      |